# Alain Lubrano
Pour les articles homonymes, voir Lubrano.
Alain Lubrano (né le 2 avril 1964 à Pau et mort le 28 mai 2011 à Paris) est un auteur-compositeur-interprète français. Il est connu pour son travail aux côtés de Françoise Hardy, particulièrement sur l'album Le Danger sorti en 1996, pour lequel il assure une partie de l'écriture ainsi que la coproduction et la réalisation.

## Biographie
Après avoir mis fin à ses études en 1987, Alain Lubrano quitte son groupe de rock et la banlieue parisienne pour Bordeaux où, par relation, il fait son apprentissage dans un studio d’enregistrement. Au bout de deux ans, il envisage de se lancer dans la composition musicale et revient en région parisienne. Devenu assistant ingénieur du son au Studio Guillaume Tell, à Suresnes, il participe en 1988, à l’enregistrement des nouvelles chansons de Françoise Hardy pour l'album, Décalages.
F. Hardy : « Durant les longs mois d’enregistrement […], j’avais sympathisé avec le jeune assistant, Alain Lubrano. Une malformation cardiaque le fragilisait et donnait envie de l’aider. J’appris qu’il composait des mélodies et je fus tellement séduite par ce qu’il me fit entendre que je lui proposai un accord éditorial qui lui permettrait de se consacrer à la composition et d’arrêter le travail de studio trop épuisant pour lui. »
Après la sortie de l’album, déclaré comme étant son dernier, la chanteuse désire rester dans son domaine de prédilection mais « de l’autre côté de la barrière ». Lui est alors offert l’opportunité d’être directrice artistique pour un nouveau label (Vibrations) créé par la société de production Flarenasch. Alain Lubrano en serait le premier artiste. Elle se met alors à l’ouvrage pour lui écrire une dizaine de chansons en vue d’un album. Par ailleurs elle est sollicitée pour participer en tant que chanteuse pour l’album Urgence dont les bénéfices seront destinés à la recherche contre le Sida. Pour cette participation collective prise en charge par Fabrice Nataf, elle enregistre Si ça fait mal, sur une première composition de Lubrano. Celui-ci l’interprète à son tour pour son album ; ce dernier, intitulé Eaux troubles, sort en octobre 1992. 
Si ça fait mal, et une autre chanson intitulée Profil – toujours sur une musique de Lubrano – seront ajoutées sur une compilation de chansons de Françoise Hardy destinée au marché japonais. 
À l’occasion de l’émission télévisée Fréquenstar, consacrée à Françoise Hardy et présentée par Laurent Boyer, sur M6 le 15 novembre 1992, Alain l’accompagne à la guitare et chante avec elle le refrain de Si ça fait mal. Après cette émission, le projet d'enregistrer cette chanson en duo est envisagé car l’album rencontre des difficultés de programmation. Au printemps 1993, une seconde édition est publiée avec le duo comme titre porteur. Tous deux s'investissent alors pour le promouvoir dans les médias.
Françoise, qui avait juré de ne plus se produire en public, n’hésite pas à chanter avec Alain dans divers lieux opportunément choisis ; entre autres, dans une émission télévisée où le playback est banni : Taratata. Le duo, soutenu également par un vidéo-clip réalisé par Lewis Furey, obtiendra un certain succès, cependant la carrière de chanteur d'Alain Lubrano ne se poursuivra pas.
Françoise Hardy quant à elle, incitée par Étienne Daho et Fabrice Nataf, à reprendre le chemin des studios, retrouve l’envie d’écrire pour elle au cours de 1993 ; d’autant plus que les mélodies d’Alain lui paraissent faites pour elle. Les enregistrements s’effectuent au long de 1995. L’album sort en 1996.
Hospitalisé pour subir une opération cardiaque délicate, Alain Lubrano meurt le 28 mai 2011, à l’âge de 47 ans ; laissant une épouse et une fillette de sept ans. La cérémonie des funérailles a lieu au crématorium du Père Lachaise, à Paris. Ses cendres reposent dans un cimetière du Val-de-Marne.

## Discographie en solo

### Albums
- Octobre 1992 : CD 10 titres, Eaux troubles, Vibrations/Flarenasch/Musidisc (181 602), (1re version).
- Printemps 1993 : CD 11 titres, Eaux troubles, Vibrations/Flarenasch/Musidisc (183 062) (2e version, avec Si ça fait mal, en duo avec Françoise Hardy).

Crédits
- Photographies du livret : Patrick Canigher.
- Coproducteurs : Dominique Blanc-Francard et Alain Lubrano.
- Enregistrements et mixages : Dominique Blanc-Francard, Studio +XXX.
- Batterie : Michäel Sala.
- Basse : Bernard Viguié.
- Guitare : Alain Lubrano, Micky Meinert.

Liste des chansons
Toutes les musiques ont été composées par Alain Lubrano.
| No  | Titre                                                                | Paroles                          | Durée |
| --- | -------------------------------------------------------------------- | -------------------------------- | ----- |
| 1.  | La Fuite en avant                                                    | Françoise Hardy                  | 4:08  |
| 2.  | Baby Doll                                                            | Françoise Hardy                  | 4:08  |
| 3.  | L'Étoile                                                             | Olivier Jandel                   | 4:36  |
| 4.  | ...Si ça fait mal...                                                 | Françoise Hardy                  | 4:20  |
| 5.  | Dormir debout                                                        | Françoise Hardy                  | 3:38  |
| 6.  | Comment savoir ?                                                     | Françoise Hardy et Alain Lubrano | 4:10  |
| 7.  | Parallèle                                                            | Françoise Hardy                  | 4:00  |
| 8.  | Eaux troubles                                                        | Françoise Hardy                  | 4:31  |
| 9.  | La Situation                                                         | Alain Lubrano et Françoise Hardy | 4:06  |
| 10. | Banlieue savoir faire                                                | Olivier Jeandel et Alain Lubrano | 4:35  |
| 11. | ...Si ça fait mal... duo avec Françoise Hardy, ajouté sur 2e version | Françoise Hardy                  | 4:47  |

### Singles
- 1992 : Dormir debout, Vibrations/Flarenasch/Musidisc (FL 03/92 SI).

1. Dormir debout (F. Hardy / A. Lubrano).
2. La Fuite en avant (F. Hardy / A. Lubrano).

- 1992 : Dormir debout Vibrations/Flarenasch/Musidisc (180 912).

1. Dormir debout (F. Hardy / A. Lubrano).
2. La Fuite en avant (F. Hardy / A. Lubrano).
3. Comment savoir ? (F. Hardy et A. Lubrano / A. Lubrano).

- 1992 : Baby Doll, Vibrations/Flarenasch/Musidisc (183 692).

1. Baby Doll (F. Hardy / A. Lubrano).
2. Banlieue savoir faire (O. Jeandel / A. Lubrano).

- Printemps 1993 : CDS, ...Si ça fait mal..., Vibrations/Flarenasch/Musidisc (182 652).

1. ...Si ça fait mal... (F. Hardy et A. Lubrano (partie en anglais) / A. Lubrano), duo avec Françoise Hardy.
2. ...Si ça fait mal... (mix).

### Participations
- 1988 : Décalages de Françoise Hardy : assistant réalisateur
- 1988 : M et J de Vanessa Paradis : Assistant mixage sur le titre Le bon Dieu est un marin*
- 1988 : Stronger Than Pride de Sade: ingénieur assistant
- 1996 : Le Danger de Françoise Hardy : paroles, musique et réalisation
- 1998 : À la légère de Jane Birkin : écriture et arrangement sur La Pleine lune
- 2000 : Clair-obscur de Françoise Hardy : musiques de Duck's Blues, La Pleine lune, La Vérité des choses et réalisation de quatre titres.
- 2003 : Madame L’Existence de Jacques Dutronc : contribution musicale sur La Vie en live.
- 2004 : Tant de belles choses de Françoise Hardy : musiques de Tant de belles choses, Jardinier bénévole, Tard dans la nuit, Côté jardin côté cour et réalisation de cinq titres.
- 2006 : Parenthèses... de Françoise Hardy : paroles, musique et réalisation pour Les Sédiments.
- 2010 : La Pluie sans parapluie de Françoise Hardy : musiques de Champ d'honneur, Les Pas, Le Temps de l'innocence, Je ne vous aime pas et réalisation de sept titres.